# Topolino e il cobra bianco
Topolino e il cobra bianco è una storia a fumetti della Walt Disney Company, scritta da Guido Martina e disegnata da Angelo Bioletto, nota per essere l'ultima storia italiana a comparire sul Topolino giornale e la prima ad aprire il primo numero del Topolino libretto.
Inizia la sua pubblicazione sul n. 713 del giornale (16 ottobre 1948), per poi concludere momentaneamente le uscire con il 738 (9 aprile 1949) e concludersi con l'ultima puntata sul primo numero del libretto il 7 aprile 1949.

## Trama
Topolino ha invitato tutti i suoi amici ad una festa per il compleanno di Minni. Intanto Molosso, detto il Cobra bianco, e Pietro Gambadilegno, dall'alto del castello delle maledizioni terrorizzano la città mettendo in azione una macchina infernale che ha il potere di abolire la forza di gravità sollevando in aria persone e cose. L'accademia delle scienze incarica Topolino di neutralizzare la fonte delle terribili emanazioni di raggi misteriosi.
Topolino e Pippo partono in aeroplano alla ricerca della stazione trasmittente. Quando giungono in vista di uno scosceso picco di montagna l'apparecchio viene preso in caccia da Ganimede, un mostruoso serpente magnetico che lo risucchia nel castello delle maledizioni. Giunti nel castello di Molosso i due eroi incappano in una serie di trabocchetti e alla fine, mentre Pippo viene imprigionato da Gambadilegno, Topolino cade sul fondo del lago dove trova la porta di un ascensore che lo trasporta in laboratorio. Ritrovatisi nuovamente Pippo e Topolino vengono catapultati nel lago.
Topolino trova sul fondale l'aereo ma non sa come farlo tornare in superficie. Ad un tratto una piovra si innamora di Pippo e gli sta sempre appiccicata e a Topolino viene un'idea. Dice a Pippo di salire sulle ali in modo che la piovra lo segua e, una volta che la piovra si è appiccicata all'aereo con le ventose, le dà da mangiare delle pillole di elio. L'idea funziona: la piovra per effetto dell'elio si gonfia e si innalza trascinando con sé l'aeroplano a cui è appiccicata con le ventose. Mentre la piovra si perde nell'immensità Topolino e Pippo atterrano in un prato poco distante dal laboratorio.
Mentre Molosso e Pietro festeggiano la vittoria convinti di aver messo fuori combattimento Topolino, quest'ultimo va in esplorazione. Pietro e Molosso fanno rientrare il cannone sottoterra ma Topolino riesce a far entrare, dopo un combattimento, i due cattivi nel cannone e li spara. Nel frattempo Pippo, rimasto nell'aereo, involontariamente avvia il motore e l'aereo parte. Il problema è che Pippo non sa guidarlo. Pietro e Molosso ancora in aria si aggrappano all'aereo di Pippo. Topolino intanto mette una bomba a
orologeria nel castello in modo da farlo esplodere alle sei.
Uscito dal castello Topolino vede l'aereo in aria senza controllo con Pippo dentro e Gambadilegno e Molosso attaccati alle ali. Pippo gli lancia un arpione grazie al quale Topolino, dopo una lunga arrampicata, riesce a salire sull'aereo e a riprendere i comandi. Alla fine della storia Topolino e Pippo consegnano i due delinquenti alla polizia, il castello esplode e quelli che stavano sospesi in aria, riacquistata la forza di gravità, ritornano sulla terra.